# نقشه موضوعی

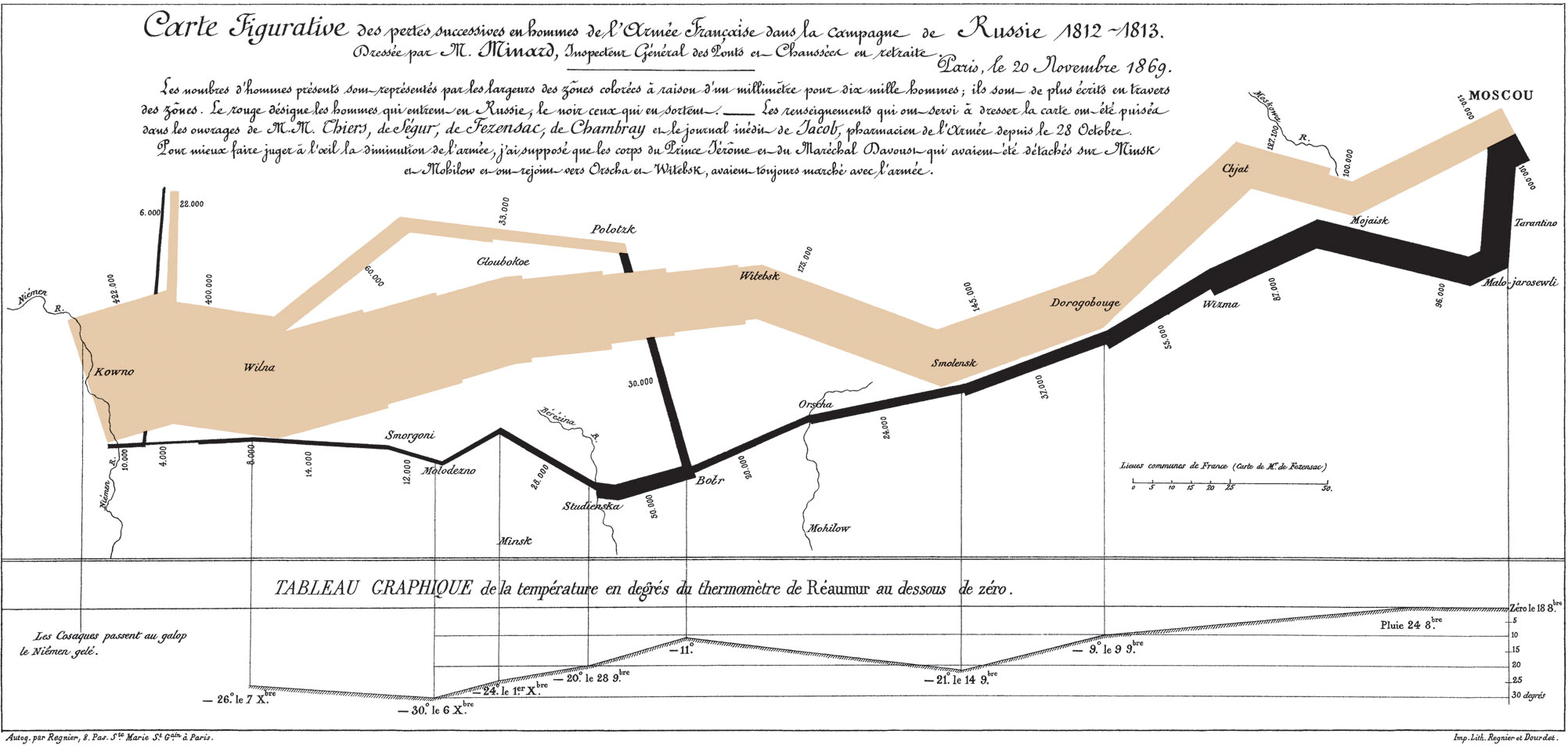
نقشه جریانی مینارد در سال ۱۸۶۹ از حمله ناپلئون به روسیه در ۱۸۱۲–۱۸۱۳. یک نقشه موضوعی بسیار نوآورانه از قرن نوزدهم میلادی.

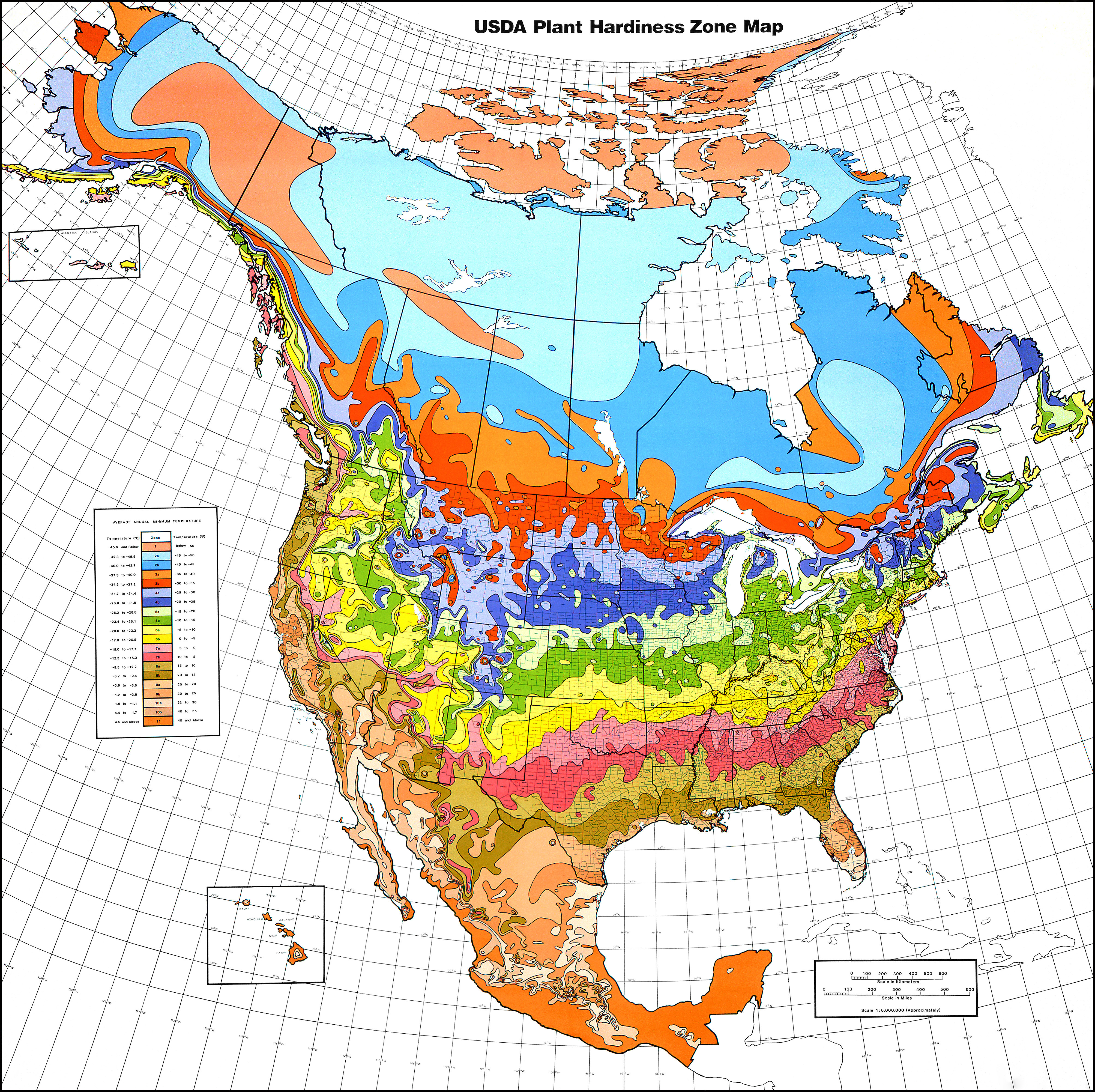
نقشه‌ای ترازی از حداقل دما.استفاده شده به عنوان ابزاری برای تشخیص مناطق مقاوت گیاه.

نقشه موضوعی (به انگلیسی:thematic map) نوعی نقشه است که الگوی جغرافیایی یک موضوع خاص (یا تم و درون‌مایه خاصی) را در یک منطقه جغرافیایی به تصویر می‌کشد. این نوع نقشه معمولاً شامل استفاده از نمادهایی برای تجسم ویژگی‌هایی انتخاب شده از جغرافیا است که به‌طور طبیعی قابل مشاهده نیستند، مانند: دما، زبان یا جمعیت. این نوع از نقشه‌ها با نقشه‌های مرجع عمومی، که بر مکان (بیش از خواص) مجموعه متنوعی از ویژگی‌های فیزیکی، مانند رودخانه‌ها، جاده‌ها، و ساختمان‌ها تمرکز دارند، در تضاد هستند. نام‌های جایگزین برای این نوع از نقشه‌ها پیشنهاد شده‌اند، مانند نقشه‌های موضوعی خاص/ویژه (special-subject) یا با نقشه‌های با هدف خاص (special-purpose maps)، نقشه‌های آماری (statistical maps) یا نقشه‌های توزیعی (distribution maps)، اما این اصطلاحات معمولاً از کاربرد رایج خارج شده‌اند. نقشه‌نگاری موضوعی با زمینه ژئوویژوالیزیشن (Geovisualization) پیوند نزدیکی دارد.